# Sphagemacrurus
A Sphagemacrurus a sugarasúszójú halak (Actinopterygii) osztályának a tőkehalalakúak (Gadiformes) rendjébe, ezen belül a hosszúfarkú halak (Macrouridae) családjába tartozó nem.

## Rendszerezés
A nembe az alábbi 6 faj tartozik:
- Sphagemacrurus decimalis (Gilbert & Hubbs, 1920)
- Sphagemacrurus gibber (Gilbert & Cramer, 1897)
- Sphagemacrurus grenadae (Parr, 1946)
- Sphagemacrurus hirundo (Collett, 1896) - típusfaj
- Sphagemacrurus pumiliceps (Alcock, 1894)
- Sphagemacrurus richardi (Weber, 1913)